# Montignoso
Montignoso ist eine italienische Gemeinde mit 10.038 Einwohnern (Stand 31. Dezember 2023) in der Provinz Massa-Carrara in der Region Toskana.

## Geografie

Lage von Montignoso in der Provinz Massa-Carrara

Die Gemeinde erstreckt sich über etwa 17 km² und besteht aus zahlreichen Ortsteilen. Einen Ort namens Montignoso gibt es nicht. Die Gemeinde liegt etwa 100 km nordwestlich von Florenz, rund 5 km südöstlich von Massa und 10 km südöstlich von Carrara in den Apuanischen Alpen und der Versilia. Sie ist die südlichste Gemeinde der Provinz Massa-Carrara und Teil des Weinbaugebietes Candia dei Colli Apuani. Montignoso liegt laut klimatischer Einordnung italienischer Gemeinden in der Zone D, 1 887 GG und ist Teil des Bistums Massa Carrara-Pontremoli.
Der Ortsteil Cinquale (auch Marina di Montignoso genannt) liegt am Fluss Versilia, von dem 3 seiner insgesamt 12 km im Gemeindegebiet verlaufen und der ins Ligurische Meer mündet. Der Torrente Montignoso (Länge: 6 km) hingegen verläuft komplett in der Gemeinde.
Zu den Ortsteilen zählen Capanne-Prato-Cinquale (69 m, ca. 8.270 Einwohner), Corsanico (130 m, ca. 40 Einwohner), Piano (auch Piazza, 150 m, ca. 30 Einwohner), San Vito-Cerreto (Gemeindesitz, ca. 1.300 Einwohner), Sant’Eustachio (305 m, ca. 290 Einwohner) und Vietina (325 m, ca. 30 Einwohner).
Montignosos Nachbargemeinden sind Forte dei Marmi (LU), Massa, Pietrasanta (LU) und Seravezza (LU).

## Geschichte

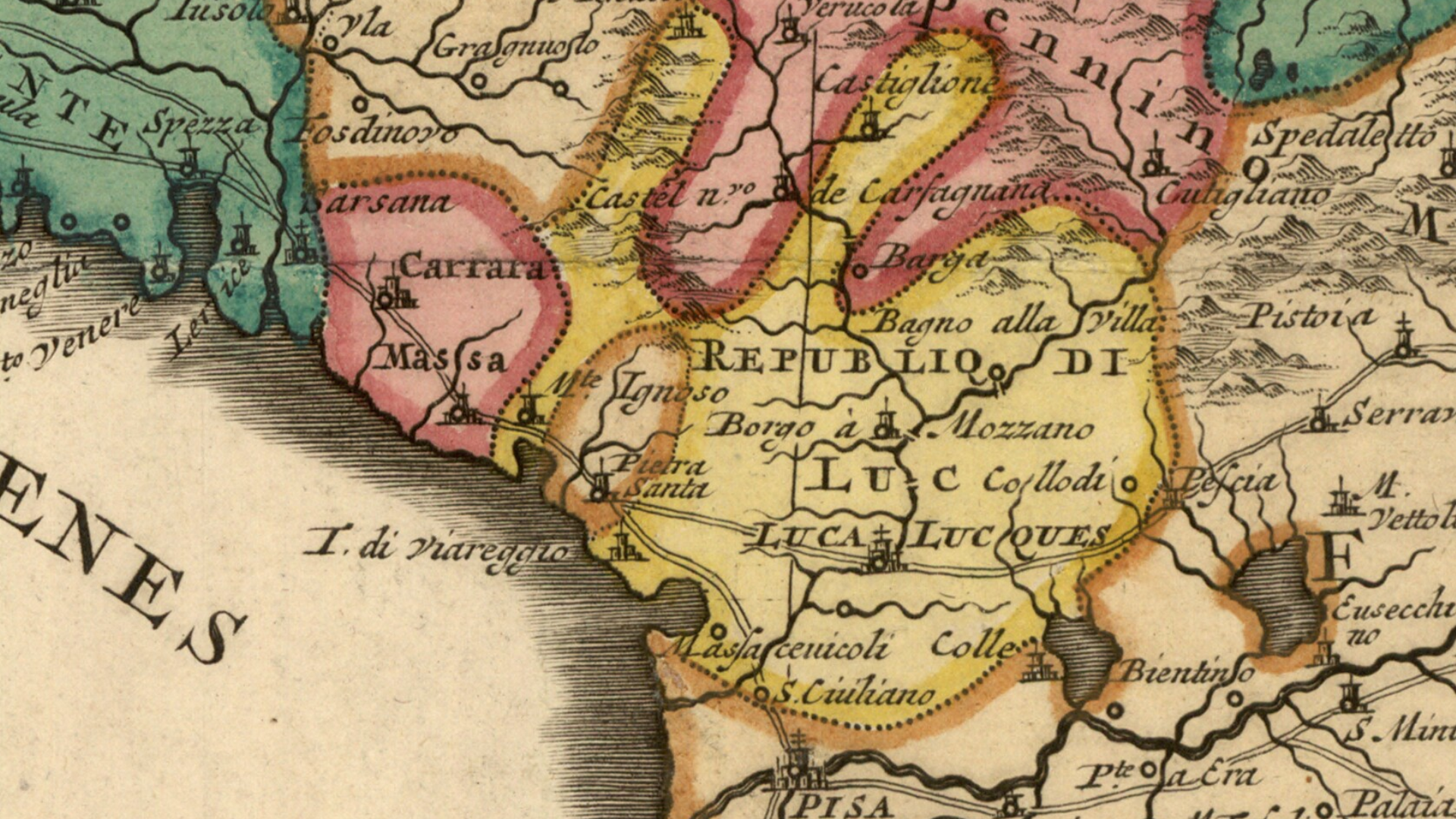
Monte Ignoso auf einer Karte von Nicolas Sanson aus dem 17. Jahrhundert

Erstes Bauwerk des Ortes war das Castello Aghinolfi, welches im 7. Jahrhundert von Rothari erobert wurde. Am 10. Februar 753 wurde der Ort erstmals schriftlich erwähnt, in einem Dokument des König Aistulf aus Pavia. Um das Jahr 1000 fiel der Ort an den Bischof von Luni. Ab dem 13. Jahrhundert gehörte er zu Lucca, mit Ausnahme der Jahre 1438 bis 1441, als Florenz die Herrschaft innehatte und den Ort dann nach dem Frieden von 1441 wieder an Lucca zurückgab. Als Pietrasanta 1514 von Florenz eingenommen wurde, wurde der Ort zu einer Exklave von Lucca. Von 1847 bis zur italienischen Einigung gehörte die Gemeinde zum Herzogtum Modena. In der Zeit des italienischen Faschismus wurde sie 1938 mit den Orten Massa und Carrara zur Gemeinde Apuania zusammengefasst. Diese Gemeinde wurde 1946 wieder aufgelöst. Seitdem ist der Ort selbständig. Im Zweiten Weltkrieg lag der Ort unmittelbar an der Gotenstellung.
Seit 1861 erlebt die Gemeinde einen stetigen Bevölkerungszuwachs. Waren 1861 noch ca. 2.150 Einwohner gemeldet, betrug deren Zahl im Jahr 2011 rund 10.200.

## Sehenswürdigkeiten

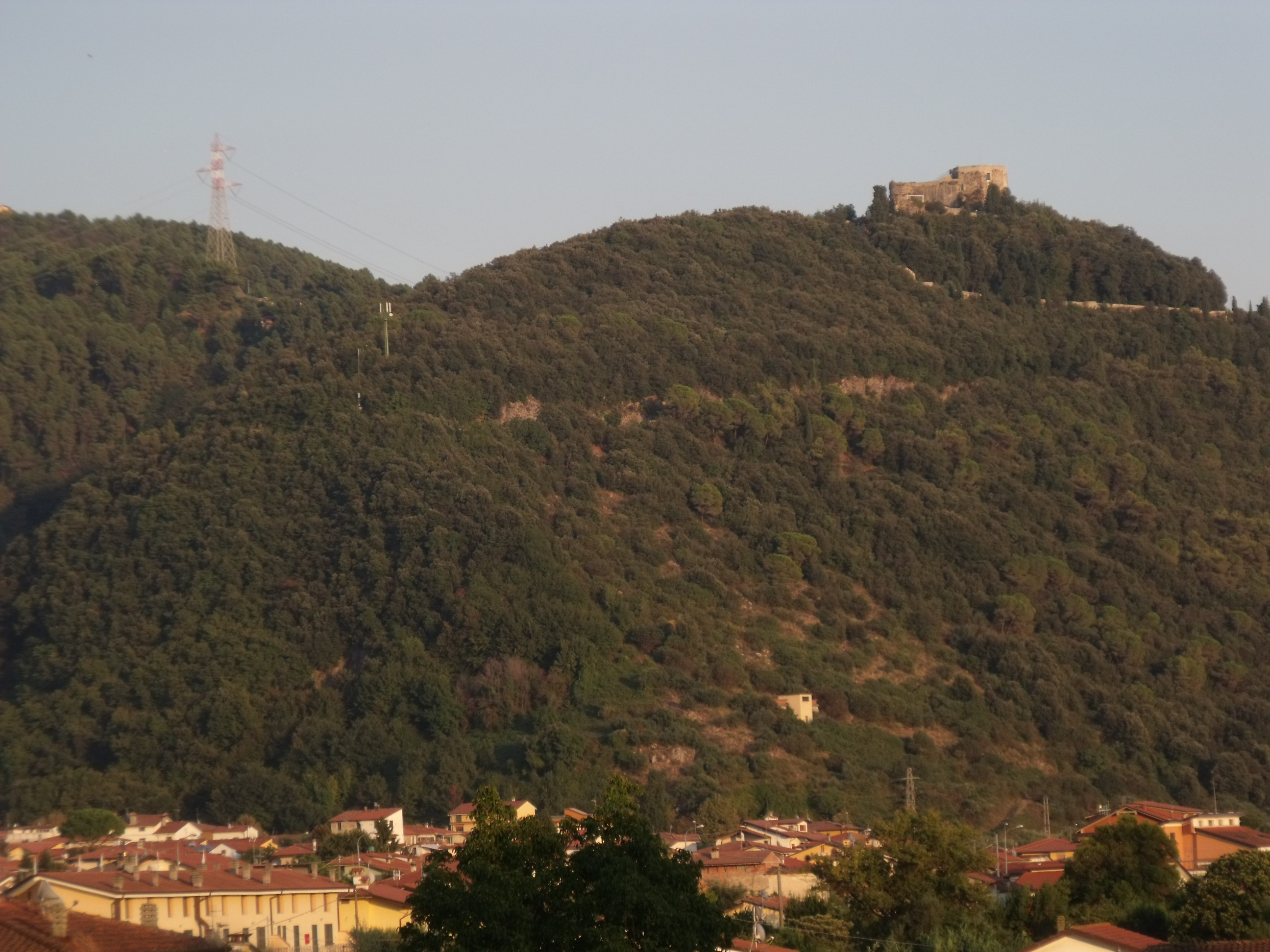
Montignoso und Castello Aghinolfi

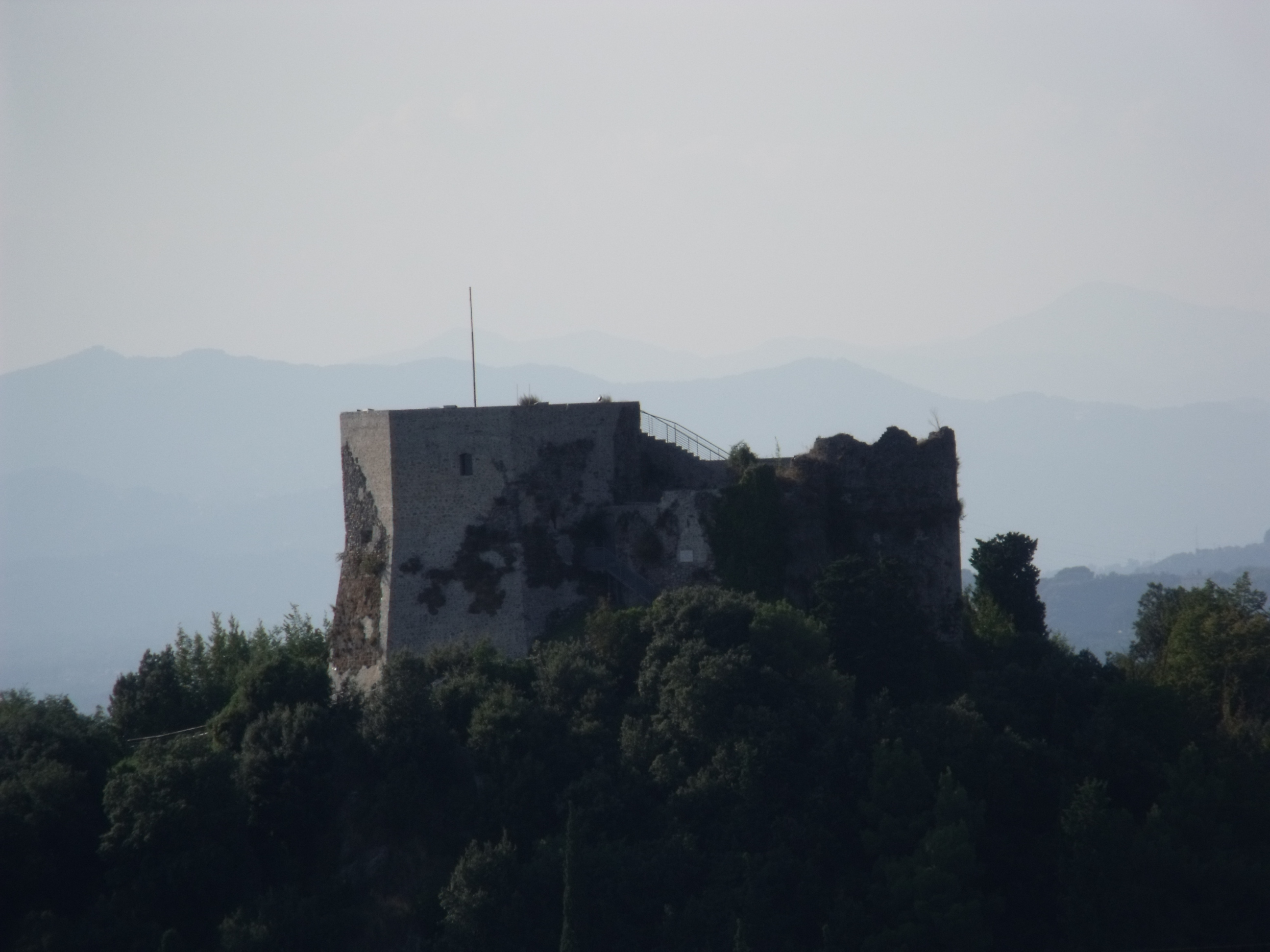
Der Mastio, Hauptturm des Castello Aghinolfi

- Castello Aghinolfi wurde erstmals 753 erwähnt und entstammt den Langobarden. Es blieb dann im Familienbesitz der Aghinolfi bis 1376 und ging dann an die Republik Lucca. Karl VIII. gelangte 1494 in den Besitz der Burg, die aus zwei Türmen (Torre di San Francesco und Torre di San Paolino) und drei Befestigungsringen bestand.[8] 2001 wurde die Befestigungsanlage restauriert.[9]
- Chiesa parrocchiale di San Vito e Modesto, Kirche im Ortsteil Piazza; war Nachfolgekirche der Pfarrei Pieve di San Vito di Castello Anghinolfi, die 1148 vom Bischof in Luna erwähnt wurde und von der es heute keine Spuren mehr gibt. Enthält von Michele Ciampanti das Triptychon Madonna col Bambino tra i Santi Giovanni Battista, Vito, Modesto e Pietro (1482 entstanden).[10]
- Chiesa di Sant’Eustachio, Kirche im Ortsteil Sant’Eustachio bei 299 m;[11] enthält die Holzstatue Madonna col Bambino, die durch Giovanni Pisano[10] oder Tino di Camaino[11] entstanden ist. Sie enthält zudem die Werke Madonna col Bambino tra i Santi Eustachio, Giovanni Battista, Maddalena e Vito (Tafelgemälde, 1495 entstanden), L’eterno benedicente (Lünette) und Storie di Sant’Eustachio (Predella) von Vincenzo Frediani.
- Lago di Porta, 82 Hektar großer Naturpark bei Cinquale, der entgegen seinem Namen kein See (Lago) mehr ist[12] und von 17 °C warmem Süßwassern gespeist wird, die den Quellen der Rupi di Porta entstammen. Der Park gehört seit 1998 zu dem Sistema Regionale delle Aree Protette (Regionalverbund der geschützten Gebiete).[13] Namensgebend war das heute nicht mehr existierende Tor Porta Beltrami, weshalb der ehemalige See auch Lago di Porta Beltrami oder auch Lago di Perotto (nach dem damaligen Feudalherren) genannt wurde.[6]
- Torre del Cinquale, auch Forte del Cinquale genannt; ehemaliger Küstenturm im Ortsteil Cinquale, der an der Meeresmündung des Zuflusses vom Lago di Porta lag[6] und im Zweiten Weltkrieg zerstört wurde.
- Villa Giorgini Schiff, Bauwerk im Ortsteil Piazza; entstand als Familienpalast der Familie Giorgini und wurde 1764 erstmals baulich verändert. Der Garten und der Park stammen aus der Zeit um 1837. Der Namenszusatz Schiff entstand durch die Heirat von Matilde Giorgini und dem aus Frankfurt am Main stammenden Chemiker Robert Schiff im Jahr 1880. Schwere Schäden erlitt die Villa bei einem Erdbeben von 1920, die bis 1925 behoben wurden. Im Zweiten Weltkrieg wurde die Villa von der Familie verlassen und erst nach Kriegsende wieder von Giorgio Schiff Giorgini übernommen und 1959 restauriert. Heute ist die Villa im Besitz der Gemeinde.[14]

## Verkehr
- Der Ort ist über die wenige Kilometer entfernt liegenden Anschlussstellen Versilia und Massa an die Autobahn A12 angeschlossen.
- Durch den Ort verläuft die Via Aurelia.
- Montignoso liegt am historischen Streckenverlauf der Via Francigena zwischen den Stationen XXVIII. (Luna/Luni) und XXVII. (Campmaior/Pieve di Camaiore, Gemeindegebiet des heutigen Camaiore)
- Die nächstgelegenen Haltepunkte der Bahnstrecke Pisa–Genua sind Massa Centro und Forte dei Marmi-Seravezza-Querceta.

## Gemeindepartnerschaften
Montignoso pflegt Gemeindepartnerschaften mit den folgenden Orten:
- Sachsenheim, Deutschland
- Valréas, Frankreich, seit 2005

## Söhne und Töchter der Gemeinde
- Carlo Sforza (1872–1952), Politiker

## Trivia
Luise von Österreich-Toskana wurde im Juli 1903, nach ihrer Scheidung vom sächsischen Kronprinzen Friedrich August und dem damit verbundenen Ausschluss aus dem Sächsischen Königshaus, von König Georg von Sachsen der Titel einer Gräfin von Montignoso verliehen.